# رنا فاروق
رنا فاروق، مغنية إماراتية من أم لبنانية، ولدت في الكويت. سافرت وهي لا تزال طفلة رفقة أسرتها باتجاه الإمارات حيث حصلت على جنسيتها. بدأت الغناء في سن صغير عرفها الجمهور بعام 1996 عند مشاركتها بإحدى المسابقات بمهرجان دبي للتسوق  قررت عام 2006 بعد انطلاق البومها الثاني اعتزال المجال الفني وارتدت الحجاب.

## أعمالها
- 2002 رنا 2002
- 2005 رنا 2005
- 2006 البوم خمس الحواس 1
- 2006 قلبي على قلبه